# Martin Leddin
Karl Martin Leddin (* 18. März 1910; † 22. Juli 2006) war ein Hamburger Polizist, zuletzt ab Oktober 1965  Leitender Polizeidirektor und Kommandeur der Hamburger Schutzpolizei.

## Sturmflut 1962
Leddin war zum Zeitpunkt der Hamburger Sturmflut 1962 Polizeioberrat, Einsatzleiter der Hamburger Polizei und Mitglied des ersten Krisenstabs in der Flutnacht. Leddin hatte in der Nacht den einsatzbereiten Krisenstab zusammengestellt, den Helmut Schmidt am Morgen vorfand. Er leitete den Einsatzstab und rief mit Billigung des Polizeipräsidenten in der Notsituation die Bundeswehr zu Hilfe.

## Schah-Demonstration 1967 in Hamburg
Gegen Leddin wurde auf Grund von Vorfällen bei der Demonstration gegen den Schah von Persien Mohammad Reza Pahlavi am 3. Juni 1967 ein Untersuchungsverfahren wegen Körperverletzung im Amt eingeleitet. Die Staatsanwaltschaft hatte die Ermittlungen an sich gezogen. Das Verfahren wurde aber eingestellt.

## Trivia
Im Film Die Nacht der großen Flut (2005) wird Martin Leddin von Walter Gontermann gespielt.